# Frank Hall Crane
Frank Hall Crane (1 de enero de 1873-1 de septiembre de 1948) fue un actor y director teatral y cinematográfico de nacionalidad estadounidense.

## Biografía
Nacido en San Francisco, California, debutó en el cine en 1909 en un western de Broncho Billy Anderson producido por Essanay Studios. Posteriormente trabajó para la compañía productora Thanhouser Company, especializada en versiones cinematográficas de obras teatrales y literarias, para la cual interpretó varios papeles como protagonista. Por ello muchos de sus personajes fueron héroes románticos como el Rochester de Jane Eyre (1910). El actor, pasado a la dirección, firmó en 1914 una nueva versión de la novela de Charlotte Brontë. 
A lo largo de su carrera Frank Hall Crane actuó en 81 producciones, y desde 1914 a 1927 dirigió 51. Fue el guionista de 3 filmes y en 1926 fue ayudante de producción de The Bat, de Roland West.
Frank Hall Crane falleció en Woodland Hills, California, en 1948.

## Filmografía completa

### Actor
| - Ten Nights in a Barroom, de Broncho Billy Anderson (1909) - The Actor's Children, de Barry O'Neil (1910) - St. Elmo, de Lloyd B. Carleton y Barry O'Neil (1910) - She's Done It Again, de Lloyd B. Carleton (1910) - Daddy's Double, de Lloyd Lonergan (1910) - Jane Eyre, de Theodore Marston (1910) - The Best Man Wins (1910) - Cupid at the Circus (1910) - The Winter's Tale, de Theodore Marston y Barry O'Neil (1910) - The Girl of the Northern Woods, de Barry O'Neil (1910) - The Two Roses (1910) - Thelma (1910) - Uncle Tom's Cabin, de Barry O'Neil (1910) - The Mermaid (1910) - Lena Rivers (1910) - She Stoops to Conquer (1910) - Mother (1910) - Not Guilty (1910) - Pocahontas (1910) - Ten Nights in a Bar Room (1910) - Paul and Virginia (1910) - John Halifax, Gentleman, de Theodore Marston (1910) - Rip Van Winkle (1910) - Looking Forward, de Theodore Marston (1910) - The Vicar of Wakefield, de Theodore Marston (1910) - The Old Curiosity Shop, de Barry O'Neil (1911) - Divorce (1911) - Silas Marner, de Theodore Marston (1911) - Old Home Week (1911) - Weighed in the Balance (1911) - The Poet of the People (1911) - Lorna Doone, de Theodore Marston (1911) - The Declaration of Independence (1911) - The Pied Piper of Hamelin, de Theodore Marston (1911) - Bess of the Forest (1911) - Al Martin's Game (1911) - David Copperfield, de Theodore Marston (1911) - The Last of the Mohicans, de Theodore Marston (1911) - Cinderella, de George Nichols (1911) - The Clown's Triumph, de Herbert Brenon (1912) - Fanchon the Cricket, de Herbert Brenon (1912) - The Heart of a Gypsy, de Herbert Brenon (1912) | - Reunited by the Sea, de Herbert Brenon (1912) - The Hindoo's Prize (1912) - The Padrone's Daughter, de Herbert Brenon (1912) - The Love Test, de Herbert Brenon y E. Mason Hopper (1912) - Leah Kleschna, de J. Searle Dawley (1913) - The Sneak Thief (1913) - Love's Victory, de Frank Hall Crane (1914) - The Skull, de Frank Hall Crane (1914) - The Lady of the Island, de Frank Hall Crane (1914) - Men and Women, de James Kirkwood (1914) - Three Men Who Knew, de Frank Hall Crane (1914) - In the Dead o' Night, de Douglas Gerrard (1916) - The Marionettes, de Thomas R. Mills (1917) - An Alabaster Box, de Chester Withey (1917) - A Girl's Desire, de David Smith (1922) - Little Wildcat, de David Smith (1922) - My Old Dutch, de Laurence Trimble (1926) - Bitter Sweets, de Charles Hutchison (1928) - Children of the Ritz, de John Francis Dillon (1929) - The Man from Nevada, de J.P. McGowan (1929) - Mason of the Mounted, de Harry L. Fraser (1932) - Out of Singapore, de Charles Hutchison (1932) - Mystery Ranch , de Bernard B. Ray (1934) - Neath the Arizona Skies, de Harry L. Fraser (1934) - Let 'em Have It, de Sam Wood (1935) - The Daring Young Man, de William A. Seiter (1935) - If You Could Only Cook, de William A. Seiter (1935) - Step on It, de Harry S. Webb (1936) - Give Us This Night, de Alexander Hall (1936) - The Speed Reporter, de Bernard B. Ray (1936) - The Toast of New York, de Rowland V. Lee (1937) - Dick Tracy Returns, de John English y William Witney (1938) - Gang Bullets, de Lambert Hillyer (1938) - There's That Woman Again, de Alexander Hall (1939) |

### Director
| - Out of the Far East (1914) - Jane Eyre (1914) - Love's Victory (1914) - The Opal Ring (1914) - The Silver Loving Cup (1914) - Through the Eyes of the Blind (1914) - His Last Chance (1914) - The Skull (1914) - The Lady of the Island (1914) - The Universal Boy (1914) - In All Things Moderation (1914) - Tempest and Sunshine (1914) - Three Men Who Knew (1914) - As Ye Sow (1914) - Old Dutch (1915) - The Man Who Found Himself (1915) - An Indian Diamond (1915) - The Moonstone (1915) - The Stolen Voice (1915) - The Family Cupboard (1915) - The Gray Mask (1915) - As in a Looking Glass (1916) - Fate's Boomerang (1916) - Paying the Price (1916) | - The Man Who Stood Still (1916) - The World Against Him (1916) - Whoso Findeth a Wife (1916) - Stranded in Arcady (1917) - Vengeance Is Mine (1917) - Thais, codirigida por Hugo Ballin (1917) - The Life Mask (1918) - Neighbors (1918) - Wanted for Murder (1918) - The Unveiling Hand (1919) - The Scar (1919) - The Praise Agent (1919) - His Father's Wife (1919) - Miss Crusoe (1919) - Her Game (1919) - The Door That Has No Key (1921) - The Puppet Man (1921) - The Pauper Millionaire (1922) - The Grass Orphan (1922) - Hutch Stirs 'em Up (1923) - Fair Play (1925) - Tons of Money (1926) - The Jade Cup (1926) - The Trunk Mystery (1927) |

### Guionista
| - Old Dutch, de Frank Hall Crane (1915) - The Stolen Voice, de Frank Hall Crane (1915) | - The Family Cupboard, de Frank Hall Crane (1915) |

### Varios
- The Bat, de Roland West – ayudante de producción (1927)